# 2020年の道路
2020年の道路（2020ねんのどうろ）とは、2020年（令和2年）に起こった道路関係の出来事をまとめたページである。
2019年の道路 - 2020年の道路 - 2021年の道路

## 出来事の一覧

### 1月
- 11日
  - （無料開放）  下総利根大橋有料道路 全線 (3.1 km)[1]
- 29日
  - （JCTランプ供用）  阪神高速1号環状線・13号東大阪線・16号大阪港線 西船場JCT（16号大阪港線東行きから1号環状線北行きに向かう連絡路）[2]
  - （長期間閉鎖解除）  阪神高速1号環状線 信濃橋入口（西船場JCT改築事業のため、2017年（平成29年）2月1日から閉鎖されていた。）[2]

### 2月
- 13日
  - （ICランプ供用）  知多横断道路・中部国際空港連絡道路 りんくうIC第2出口[3]
- 16日
  - （IC供用）  国道468号 首都圏中央連絡自動車道 茂原長柄スマートIC[4]
- 22日
  - （開通）  国道1号 笹原山中バイパス 静岡県三島市笹原新田 (2.7 km)[5]
- 24日
  - （開通）  国道45号 三陸沿岸道路 気仙沼道路 気仙沼中央IC - 気仙沼港IC (1.7 km)[6]
- 27日
  - （IC供用）  首都高速神奈川7号横浜北線 馬場出入口[7]

### 3月
- 1日
  - （開通）  国道45号 三陸沿岸道路 久慈北道路 侍浜IC - 久慈北IC (7.4 km)[8]
- 6日
  - （拡幅）  館山自動車道 富津中央IC - 富津竹岡IC (7.5 km) (2車線→4車線)[9]
- 7日
  - （開通）  国道337号 道央圏連絡道路 泉郷道路 中央ランプ - 南長沼ランプ (8.2 km)[10]
  - （IC供用）  常磐自動車道 常磐双葉IC[11]
  - （開通）  新東名高速道路 伊勢原JCT - 伊勢原大山IC (2.4 km)[12]
  - （開通）  国道125号 つくばバイパス つくば市明石 - 同市寺具 (2.0 km)[13][14]
- 8日
  - （TB廃止）  阪神高速4号湾岸線 高石本線料金所[15]
  - （開通）  福島県道391号広野小高線 天神工区 (2.7 km)[16]
  - （開通）  福島県道391号広野小高線 井出・波倉工区の一部 (1.7 km)[16]
- 14日
  - （拡幅）  国道2号 倉敷福山道路 玉島バイパス 岡山県倉敷市片島町 - 船穂町船穂 (2.7 km) (2車線→4車線)[17]
  - （拡幅）  国道55号 阿南道路 阿南市那賀川町中島 - 西路見町江川 (2.1 km) (2車線→4車線)[18]
- 20日
  - （開通）  国道125号 栗橋大利根バイパス 埼玉県久喜市佐間 - 加須市北大桑 (3.9 km)[19]
  - （開通）  新潟県道222号西中糸魚川線 西中バイパス 糸魚川市大字西中地内 (1.3 km)[20]
  - （開通）  国道475号 東海環状自動車道 関広見IC - 山県IC (9.0 km)[21]
  - （IC供用）  九州自動車道 桜島スマートIC（加治木JCT方面出口）[22]
  - （開通）  国道269号 伊座敷バイパス 鹿児島県肝属郡南大隅町佐多伊座敷（2.54 km）[23]
- 21日
  - （IC供用）  中国自動車道 湯田温泉スマートIC[24]
  - （PA名称変更） 中国自動車道 湯田PA → 湯田温泉PA[24]
  - （IC供用）  松山自動車道 中山スマートIC[25]
  - （開通）  国道219号 広瀬バイパス 宮崎県宮崎市佐土原町下那珂 - 同町東上那珂 (4.0 km)[26]
- 22日
  - （開通）  国道44号 北海道横断自動車道 根室道路 温根沼IC - 根室IC (7.1 km)[27]
  - （開通）  首都高速神奈川7号横浜北西線 横浜青葉JCT - 横浜港北JCT (7.1 km)[28]
- 28日
  - （開通）  国道233号 深川留萌自動車道 幌糠留萌道路 留萌大和田IC - 留萌IC (4.1 km)[29]
  - （開通）  国道108号 古川東バイパス 宮城県大崎市古川馬寄 - 宮城県大崎市古川宮内 (1.2 km)[30]
  - （IC供用）  東名高速道路 駒門スマートIC[31]
- 29日
  - （開通）  阪神高速6号大和川線 鉄砲出入口 - 三宅西出入口 (7.7 km)[32]
  - （TB名称変更）  阪神高速14号松原線 大和川本線料金所 → 瓜破本線料金所[33]
  - （IC供用）  神戸淡路鳴門自動車道 淡路北スマートIC[34]
- 30日
  - （開通）  国道106号 宮古盛岡横断道路 宮古箱石道路 下川井工区 (2.0 km)[35]

### 4月
- 1日
  - （無料開放）  城ヶ島大橋 (575 m)[36][37]
  - （長期通行止め）  第二京阪道路 鴨川東IC ⇒ 鴨川西IC (0.6 km) (下り線。料金所設置のため、2021年（令和3年）2月26日までの予定。)[38]
- 9日
  - （開通）  宮城県道243号大塩小野停車場線 上小松バイパス (1.2 km)[39]
- 24日
  - （開通）  国道123号 桂常北バイパス 城里高架橋北側の500 mが延伸[40]
- 26日
  - （開通）  国道220号 日南防災（北区間） 伊比井潮風トンネル (0.9 km)[41][42]

### 5月
- 24日
  - （IC供用）  中央自動車道 談合坂スマートIC[43]

### 6月
- 7日
  - （開通）  国道353号 上信自動車道 金井IC - 箱島IC (7.2 km)[44]
- 11日
  - （開通）  国道293号 常陸太田東バイパス 常陸太田市瑞龍町地内 (0.38 km)[45][46]

### 7月
- 1日
  - （開通）  長江に上層が高速道路、下層が鉄道路線の滬蘇通長江公鉄大橋（英語版）が開通[47]。
- 3日
  - （開通）  国道354号 境岩井バイパス 茨城県猿島郡境町蛇池（境古河IC） - 境町山崎（ふれあいの里前） (0.8 km)[48][49]
- 5日
  - （開通）  国道56号 四国横断自動車道 中村宿毛道路 平田IC - 宿毛和田IC (7.6 km)[50]
- 12日
  - （開通）  国道45号 三陸沿岸道路 宮古田老道路 宮古中央JCT - 田老真崎海岸IC (17.0 km)[51]
  - （開通）  国道106号 宮古盛岡横断道路 宮古西道路 宮古港IC - 宮古中央IC (4.0 km)[51]
- 16日
  - （開通）  恩施トゥチャ族ミャオ族自治州で宣鶴高速道路が試験開通[52]。
- 19日
  - （開通）  国道322号 香春大任バイパス 福岡県田川郡香春町採銅所 - 大任町今任原 (8.4 km)[53]

### 8月
- 2日
  - （開通）  国道115号 東北中央自動車道 相馬福島道路 伊達桑折IC - 桑折JCT (2.0 km)[54]
- 10日
  - （開通）  神奈川県道26号横須賀三崎線 三浦縦貫道路 2期北側区間 神奈川県横須賀市林 - 三浦市初声町高円坊 (1.9 km)[55][56]
- 16日
  - （開通）  北京大興空港北線高速道路廊坊区間が開通[57]。
- 20日
  - （開通）  海南省海口市文明東トンネルが開通[58]。
- 26日
  - （開通）  茨城県道145号上吉影岩間線 茨城空港アクセス道路 茨城県小美玉市野田 - 三箇 (3.4 km)[59]
- 27日
  - （開通）  雲南省昭通市の威信と鎮雄間の高速道路が開通[60]。
- 29日
  - （開通）  鹿児島県道351号鹿島上甑線 甑大橋（藺牟田瀬戸架橋） 鹿児島県薩摩川内市上甑町平良（中甑島） - 鹿島町藺牟田（下甑島） (5.1 km)[61][62]

### 9月
- 1日
  - （無料開放）  三才山トンネル有料道路 全線 (8.5 km)[63]
  - （無料開放）  松本トンネル有料道路 全線 (6.5 km)[63]
- 3日
  - （開通）  安徽省合肥市包河区に初の5G自動運転車モデルラインが開通[64]。
- 16日
  - （規制緩和）  東北自動車道 花巻南IC - 盛岡南IC (約27 km) の最高速度を正式に120 km/hに引き上げ（試験運用から本格運用への切り替え）[65][66][67]。
- 26日
  - （IC供用）  国道468号 首都圏中央連絡自動車道 厚木PAスマートIC[68]

### 10月
- 3日
  - （開通）  国道57号 北側復旧ルート 阿蘇西IC - 大津IC (13 km)・現道部 (2 km)[69][70]
  - （開通）  宮城県道145号高城停車場線 松島橋（新橋）  宮城県宮城郡松島町高城（68.95 m）[71][72][73]
- 9日
  - （拡幅）  国道4号・国道6号・国道47号 仙台バイパス 山崎交差点 - 仙台市鶴ヶ谷交差点間の下り線 (1.8 km) (2車線→3車線)[74]
- 11日
  - （IC供用）  石川県道60号金沢田鶴浜線 のと里山海道 内灘白帆台IC[75][76]
- 30日
  - （開通）  国道40号 天塩防災 天塩大橋（新橋） 天塩郡天塩町字ウブシ - 幌延町字幌延 (1.6 km)[77]

### 11月
- 1日
  - （開通）  国道483号 北近畿豊岡自動車道 日高豊岡南道路 日高神鍋高原IC - 但馬空港IC (6.1 km)[78]
- 7日
  - （拡幅）  東海北陸自動車道 城端SA - 福光IC (3.8 km) (2車線→4車線)[79]
- 13日
  -  （指定）  国道12号（朝鮮語版）（34.2 km）[80]
- 21日
  - （開通）  国道45号 三陸沿岸道路 歌津本吉道路 小泉海岸IC - 本吉津谷IC (2.0 km)[81]

### 12月
- 5日
  - （開通）  国道106号 宮古盛岡横断道路 区界道路 岩手県宮古市区界 - 盛岡市簗川 (8.0 km)[82]
  - （開通）  国道493号 阿南安芸自動車道 北川道路1工区 小島トンネル (1.0 km)[83]
- 6日
  - （無料開放）  広島県道34号矢野安浦線 広島熊野道路 全線 (2.4 km)[84]
- 11日
  - （無料開放）  栃木県道19号藤原塩原線 日塩有料道路 全線 (30.3 km)[85]
- 12日
  - （開通）  国道45号 三陸沿岸道路 洋野階上道路 階上IC - 洋野種市IC (7.0 km)[86]
- 13日
  - （IC供用）  道央自動車道 苫小牧中央IC[87]
  - （開通）  国道7号・秋田県道325号大館能代空港西線 秋田自動車道 鷹巣西道路・鷹巣大館道路 蟹沢IC - 大館能代空港IC (5.3 km)[88]
  - （開通）  日本海東北自動車道 酒田みなとIC - 遊佐比子IC (5.5 km)[89]
  - （IC供用）  北陸自動車道 上市スマートIC[90]
  - （開通）  国道32号 猪ノ鼻道路 香川県三豊市財田町財田上 - 徳島県三好市池田町州津 (8.4 km)[91]
- 15日
  - （開通）  国道279号 二枚橋バイパス むつ市大畑町佐藤ヶ平国有林 - むつ市大畑町湯坂下 (2.1 km)[92]
- 19日
  - （開通）  国道45号 三陸沿岸道路 尾肝要普代道路 田野畑北IC - 岩手県下閉伊郡普代村第11地割 (8.0 km)[93]
- 22日
  - （拡幅）  新東名高速道路 御殿場JCT - 浜松いなさJCT (144.7 km) (4車線→6車線)[94]
  - （規制緩和）  新東名高速道路 御殿場JCT - 浜松いなさJCT (144.7 km) の最高速度を120 km/hに引き上げ（試験的に実施されていた新静岡IC - 森掛川IC間は試験運用から本格運用への切り替え）[95]。
- 25日
  - （拡幅）  国道46号 盛岡西バイパス 岩手県盛岡市本宮六丁目（小幅交差点） - 同市中太田官台（深持交差点北側） (2車線→4車線)[96]
  - （拡幅）  国道207号 鹿島バイパス (3.3 km) (2車線→4車線)[97]
- 28日
  - （開通）  広西チワン族自治区で平南三橋（全長1035 m、メインスパン575 m）開通[98]。